# Huechulafquenia
Huechulafquenia là một chi bướm đêm thuộc họ Geometridae.